# Salman bin Ibrahim Al Chalifa

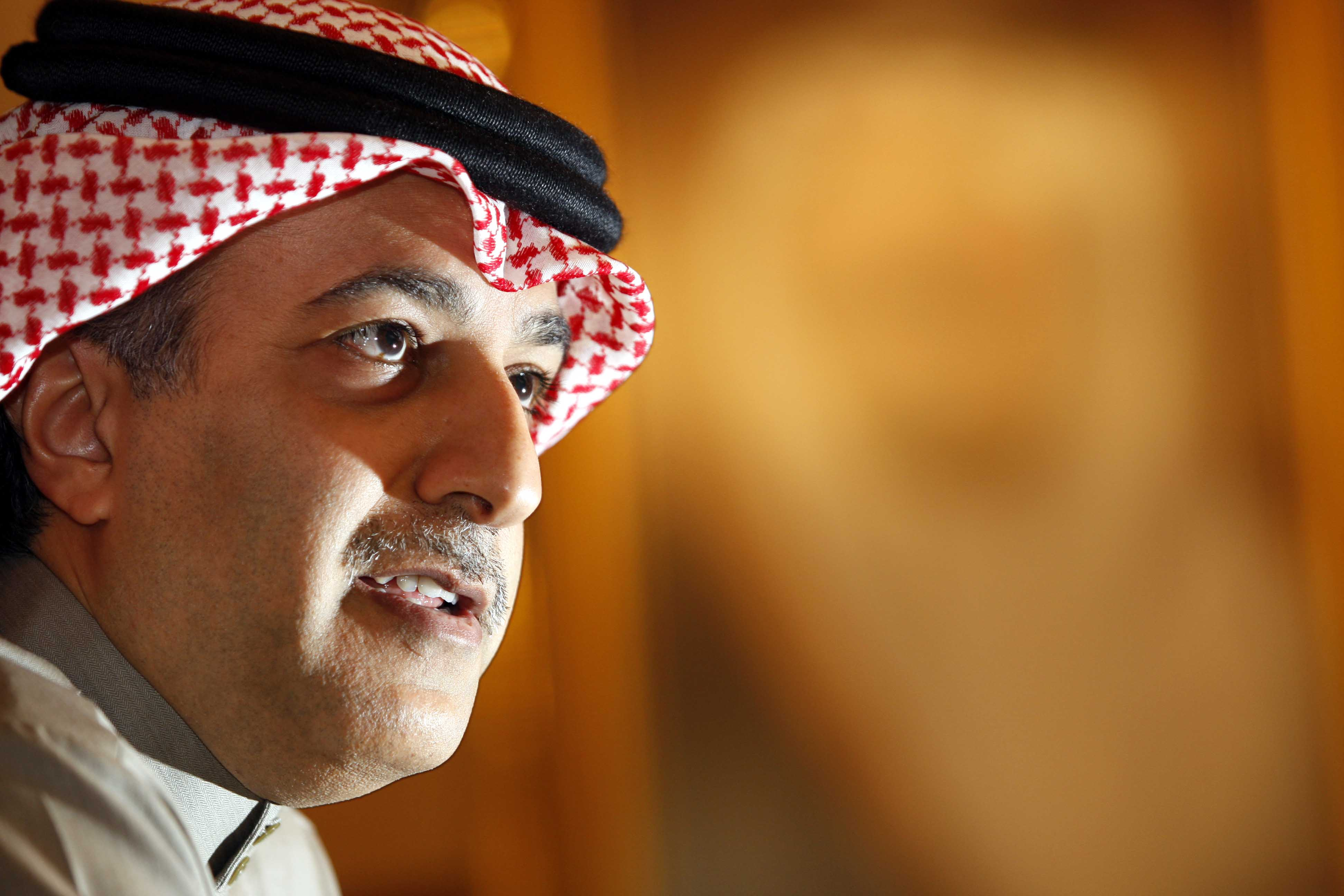
Al Chalifa (2009)

Scheich Salman bin Ibrahim Al Chalifa (arabisch سلمان بن إبراهيم آل خليفة, DMG Salmām b. Ibrāhīm Āl Ḫalīfa; * 2. November 1965 in Riffa, Bahrain) ist ein bahrainischer Fußballfunktionär und Mitglied des FIFA-Rats.

## Leben
Er entstammt der Familie Al Chalifa, der Herrscherdynastie Bahrains. Sein Großvater mütterlicherseits Salman II. war von 1942 bis 1961 Emir von Bahrain.
Vom 2. Oktober 2002 bis zum 1. Mai 2013 war Scheich Salman Präsident der Bahrain Football Association. In seiner Amtszeit zog die Bahrainische Fußballnationalmannschaft in das Halbfinale der Fußball-Asienmeisterschaft 2004 ein und scheiterte knapp an der Qualifikation für die Fußball-Weltmeisterschaft 2006. Dies ist nach wie vor der größte internationale Erfolg, den das Land vorweisen kann.
Am 2. Mai 2013 wählte ihn die Asian Football Confederation (AFC) als Nachfolger von Zhang Jilong zu ihrem neuen Präsidenten. Er wurde damit auch Mitglied des FIFA-Exekutivkomitees. Am 6. April 2019 wurde Al Chalifa ohne Gegenkandidaten für eine zweite Amtszeit gewählt.